# Само не ти (филм из 2003)
Само не ти (енгл. Something's Gotta Give) америчка је романтична комедија из 2003. године у режији и по сценарију Ненси Мајерс. Главне улоге тумаче Џек Николсон и Дајана Китон. Прати двоје успешних људи у средњим годинама, који се заљубљују једно у друго, упркос томе што су потпуне супротности.
Добио је углавном позитивне рецензије критичара и остварио комерцијални успех, зарадивши преко 266 милиона долара широм света. Китонова је била номинована за Оскара за најбољу глумицу у главној улози и Златни глобус за најбољу главну глумицу у играном филму (мјузикл или комедија), а Николсон за Златни глобус за најбољег главног глумца у играном филму (мјузикл или комедија).

## Радња
Хари је 60-годишњак који одбија да живи у клишеу — жена, деца и унучићи не долазе у обзир. Он је увек окружен младим и лепим девојкама, а његова последња девојка, Марин, одлучује да га поведе са собом у своју кућу на плажи. Ипак, тамо су већ њена мајка Ерика, иначе позната списатељица, и сестра Зои.
Марин и Хари свеједно одлучују да остану, а Хари доживљава срчани удар. Након што га одведу у болницу, о њему брине тридесетогодишњи Џулијан, који верно чита све што Ерика напише. Њих двоје убрзо започињу везу. Хари остаје у болници и када се Марин врати на Менхетн, Ерика пристаје да пази на њега. Од тог момента, њихов однос почиње да се мења.

## Улоге
| Глумац             | Улога          |
| ------------------ | -------------- |
| Џек Николсон       | Хари Санборн   |
| Дајана Китон       | Ерика Бари     |
| Кијану Ривс        | Џулијан Мерсер |
| Аманда Пит         | Марин Клајн    |
| Франсес Макдорманд | Зои            |
| Џон Фавро          | Лео            |
| Пол Мајкл Глејзер  | Дејв Клајн     |
| Рејчел Тикотин     | др Мартинез    |
| Кејди Стрикланд    | Кристен        |
| Питер Спирс        | Дени Бенџамин  |